# Sains-du-Nord
Sains-du-Nord ist eine französische Gemeinde mit 2766 Einwohnern (1. Januar 2022) im Département Nord in der Region Hauts-de-France. Sie gehört zum  Arrondissement Avesnes-sur-Helpe und zum Kanton Fourmies. Die Einwohner werden Sainsois genannt.

## Geografie
Die Gemeinde Sains-du-Nord liegt im Regionalen Naturpark Avesnois in der Thiérache, einer Landschaft in den westlichen Ausläufern der Ardennen, etwa 14 Kilometer südlich von Maubeuge und 20 Kilometer westlich der Grenze zu Belgien. Umgeben wird Sains-du-Nord von den Nachbargemeinden Ramousies im Norden, Liessies im Nordosten und Osten, Trélon im Südosten, Glageon im Südosten und Süden, Féron im Süden, Rainsars im Südwesten sowie Sémeries im Nordwesten. Durch die Gemeinde führt die frühere Route nationale 351 (heutige D 951).

## Bevölkerungsentwicklung
| Jahr                       | 1962 | 1968 | 1975 | 1982 | 1990 | 1999 | 2009 | 2021 |
| Einwohner                  | 3641 | 3545 | 3424 | 3373 | 3219 | 3148 | 3026 | 2779 |
| Quellen: Cassini und INSEE |      |      |      |      |      |      |      |      |

## Sehenswürdigkeiten
- Kirche Saint-Rémy von 1557
- Kapelle Saint-Marcou, Saint-Agarit et Saint-Quentin-le-Gros von 1765, Monument historique
- Amor-Tempel
- Japanischer Garten
- Britischer Militärfriedhof

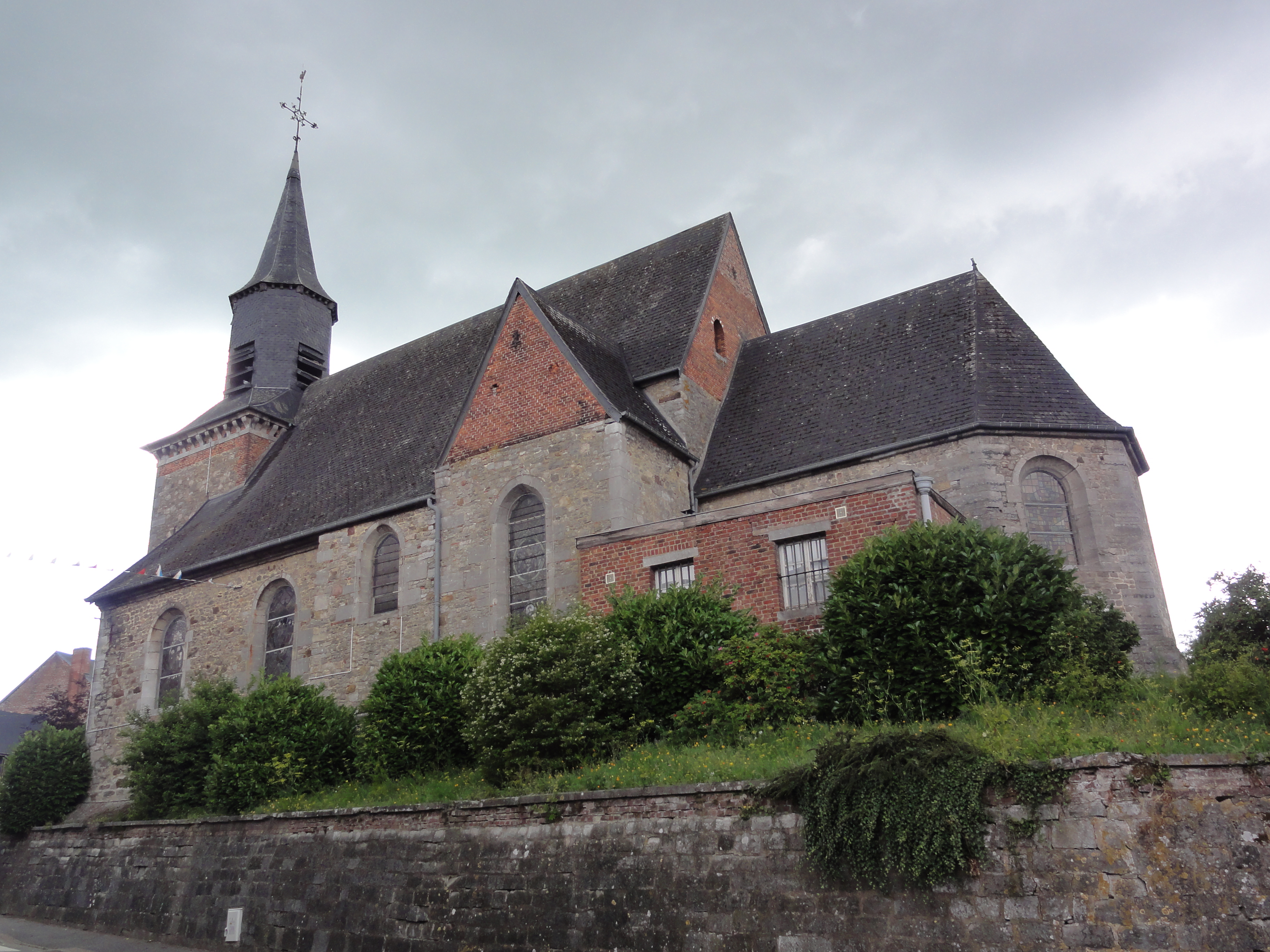
Kirche Saint-Rémy
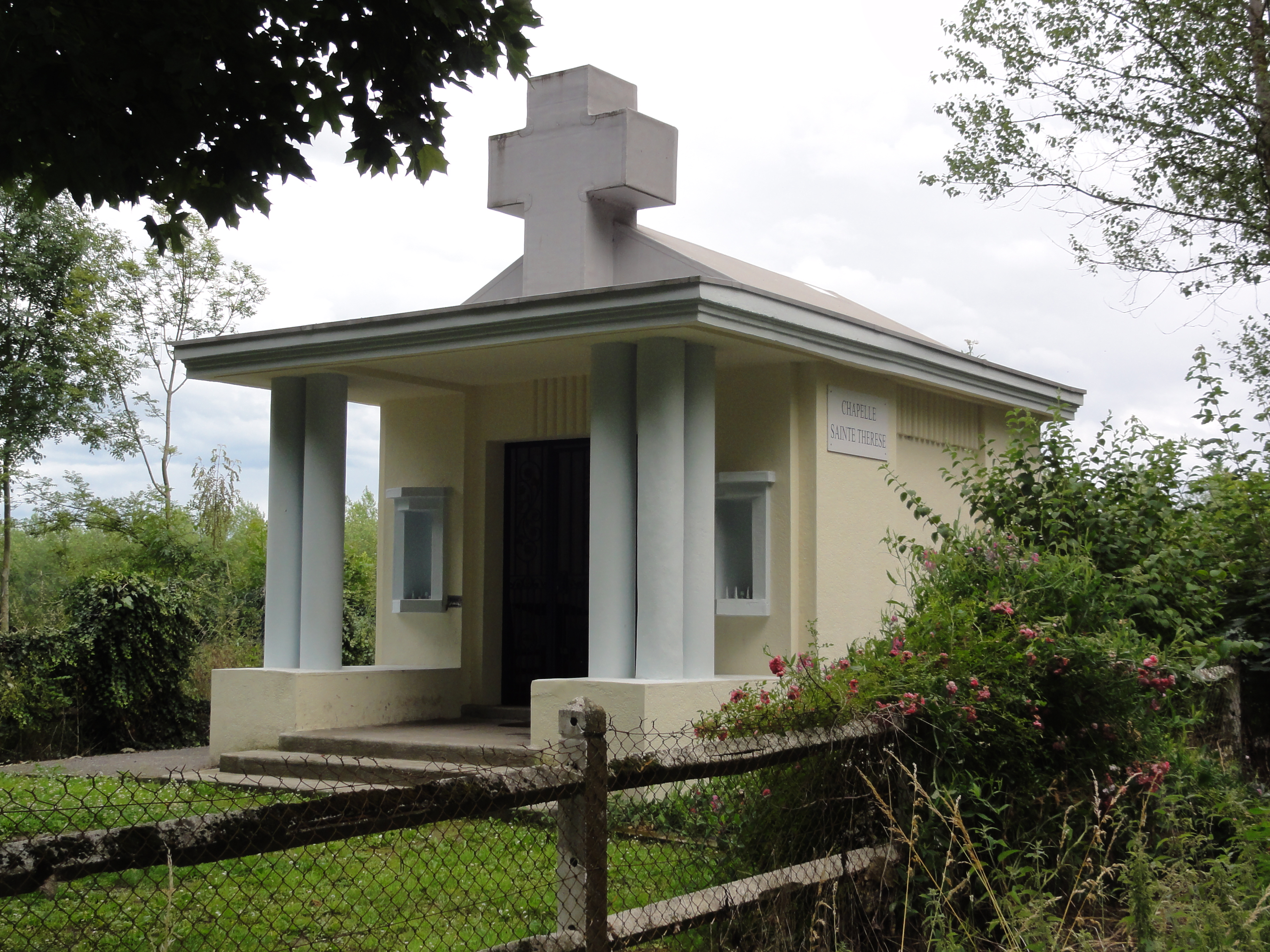
Kapelle Sainte-Thérèse
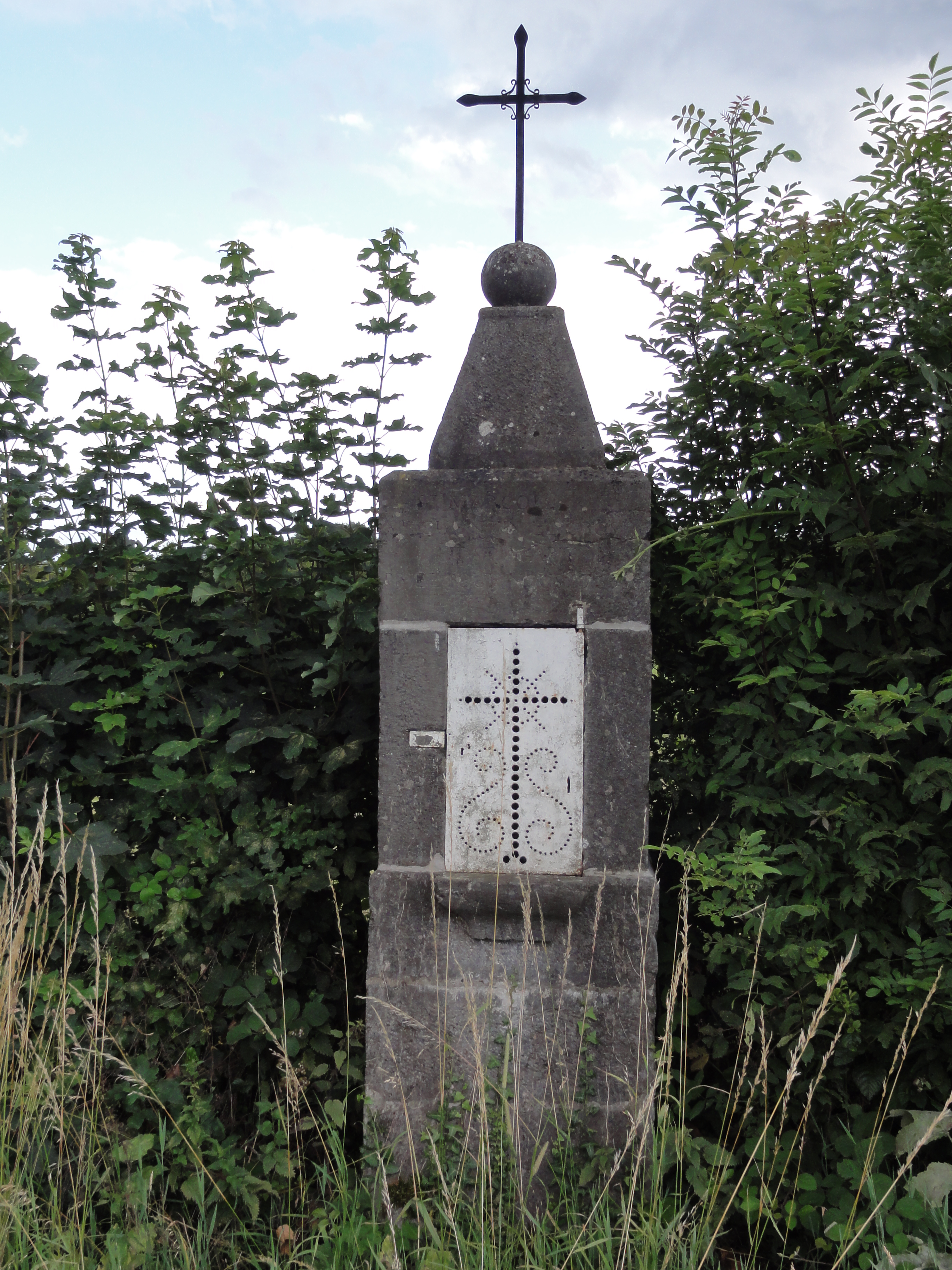
Kapelle Saint-Marcou, Saint-Agarit et Saint-Quentin-le-Gros
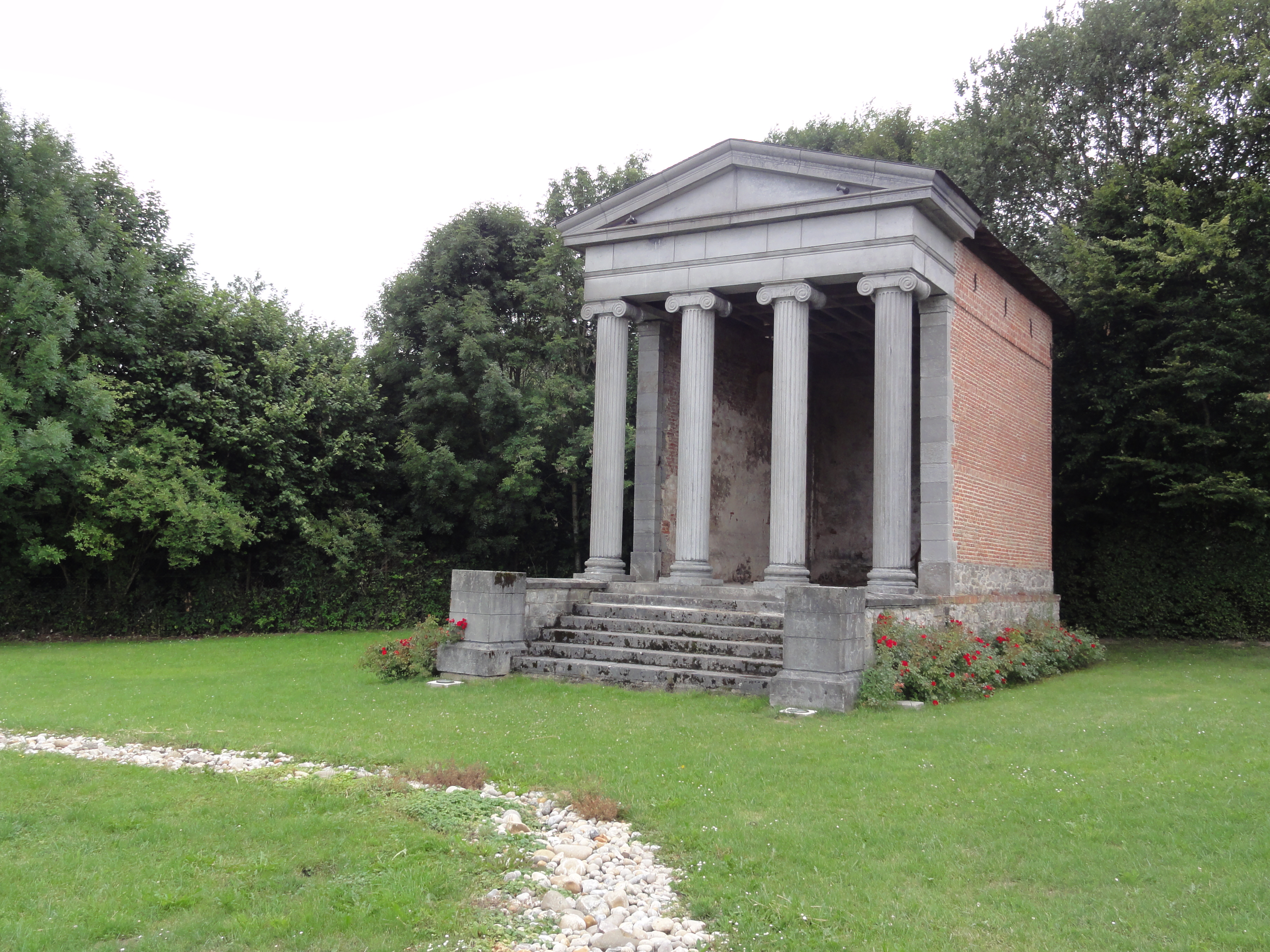
Amor-Tempel
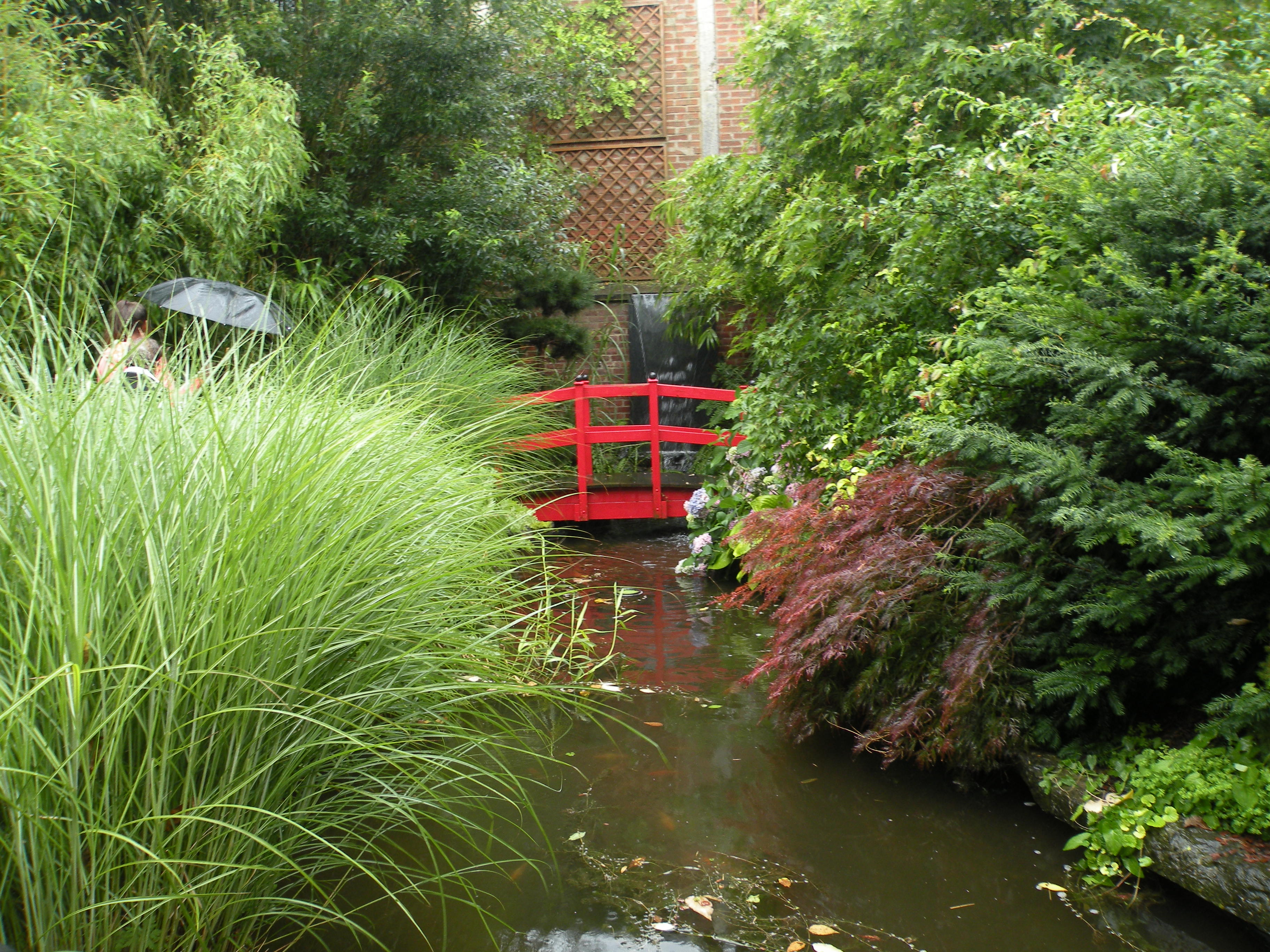
Japanischer Garten
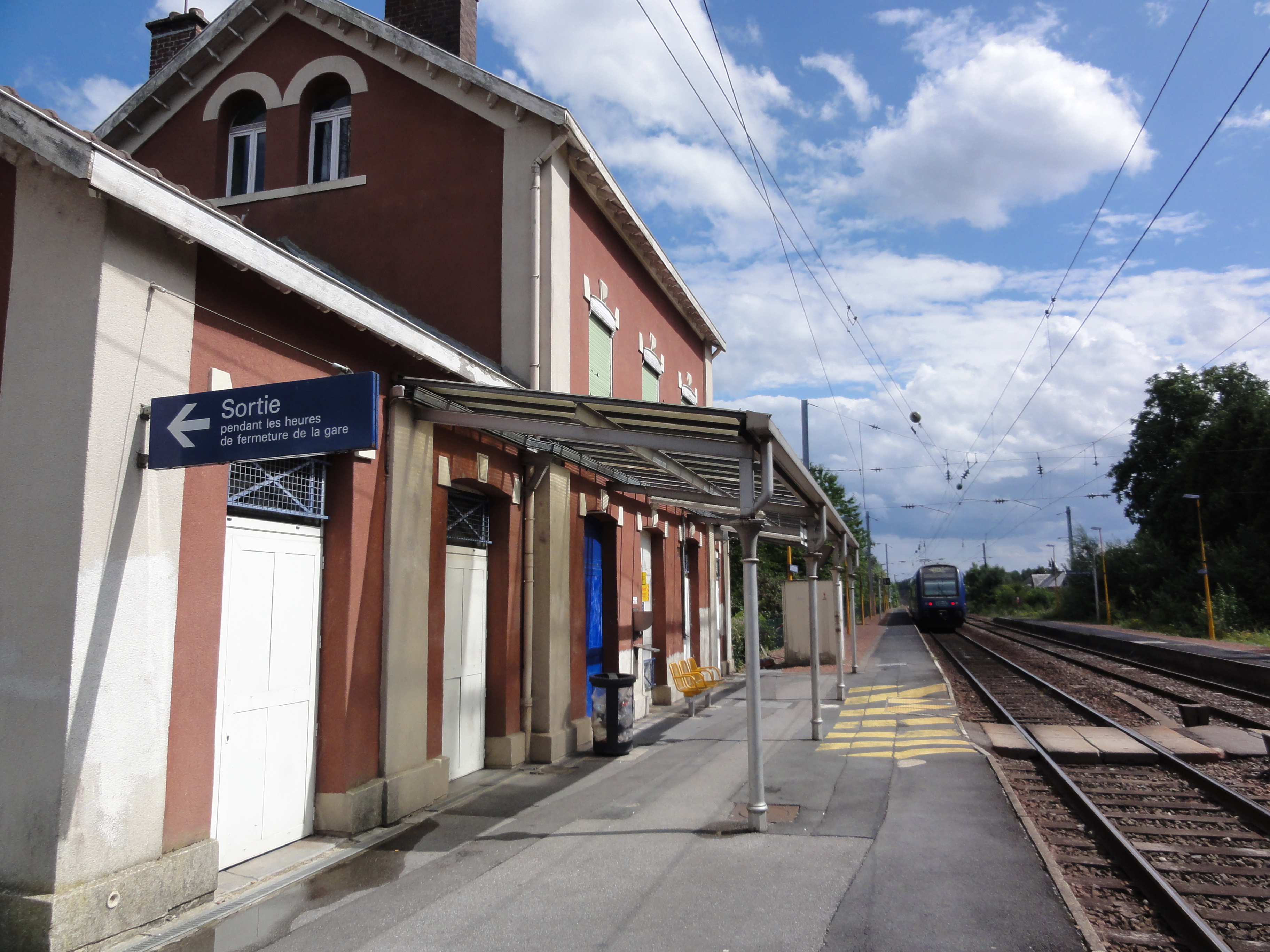
Bahnhof
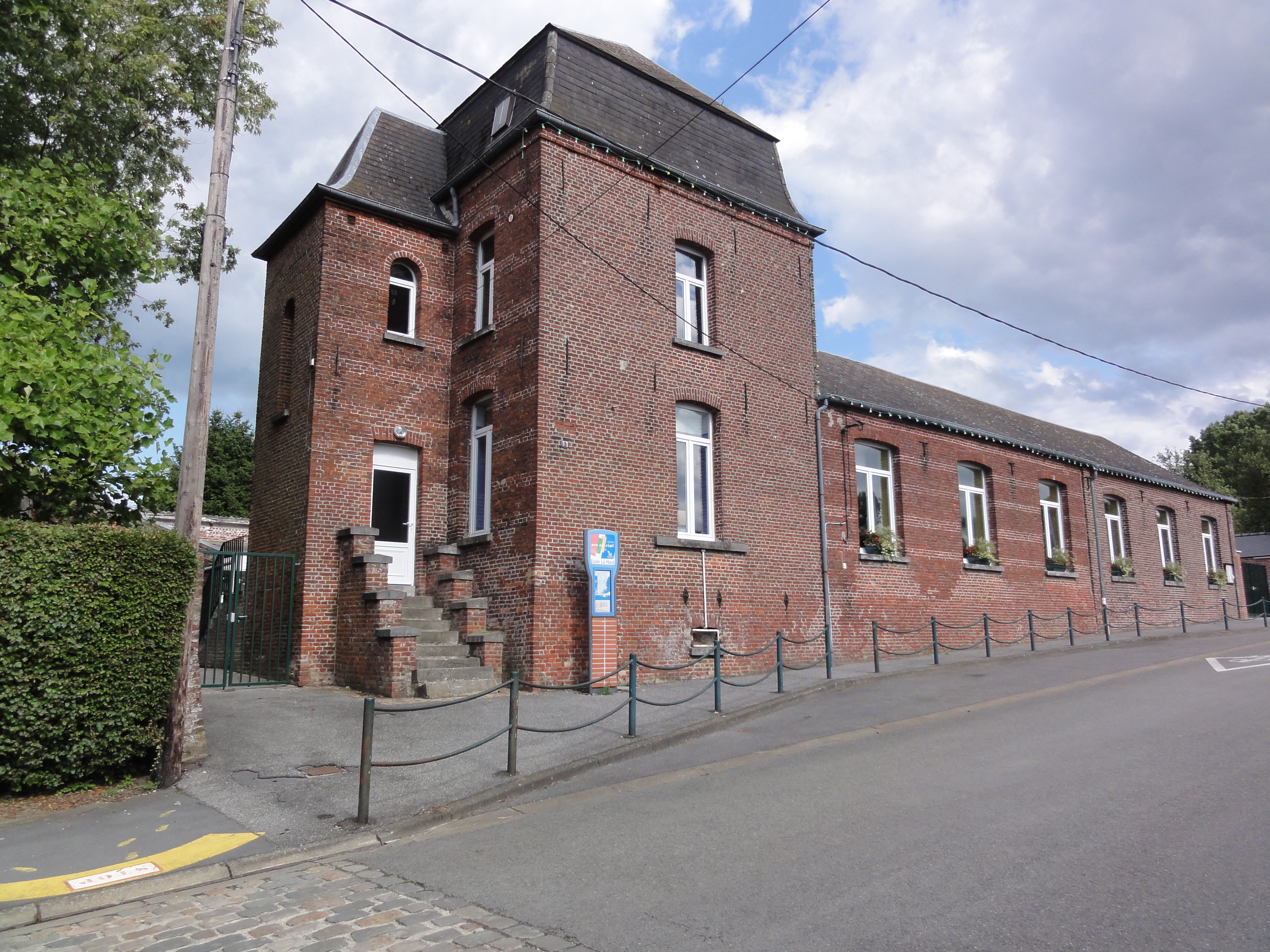
Schule
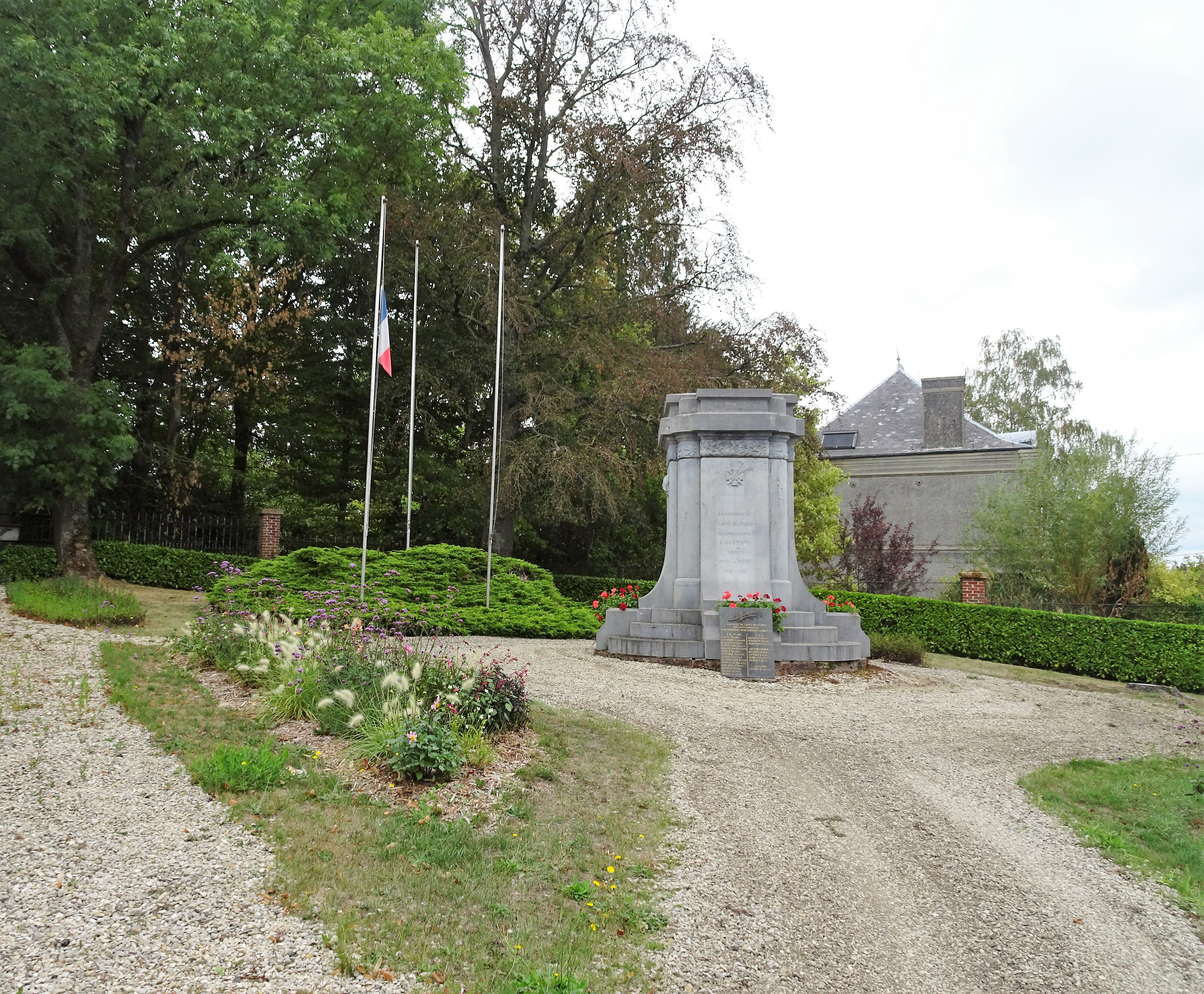
Gefallenendenkmal